# Magnetic Particle Imaging

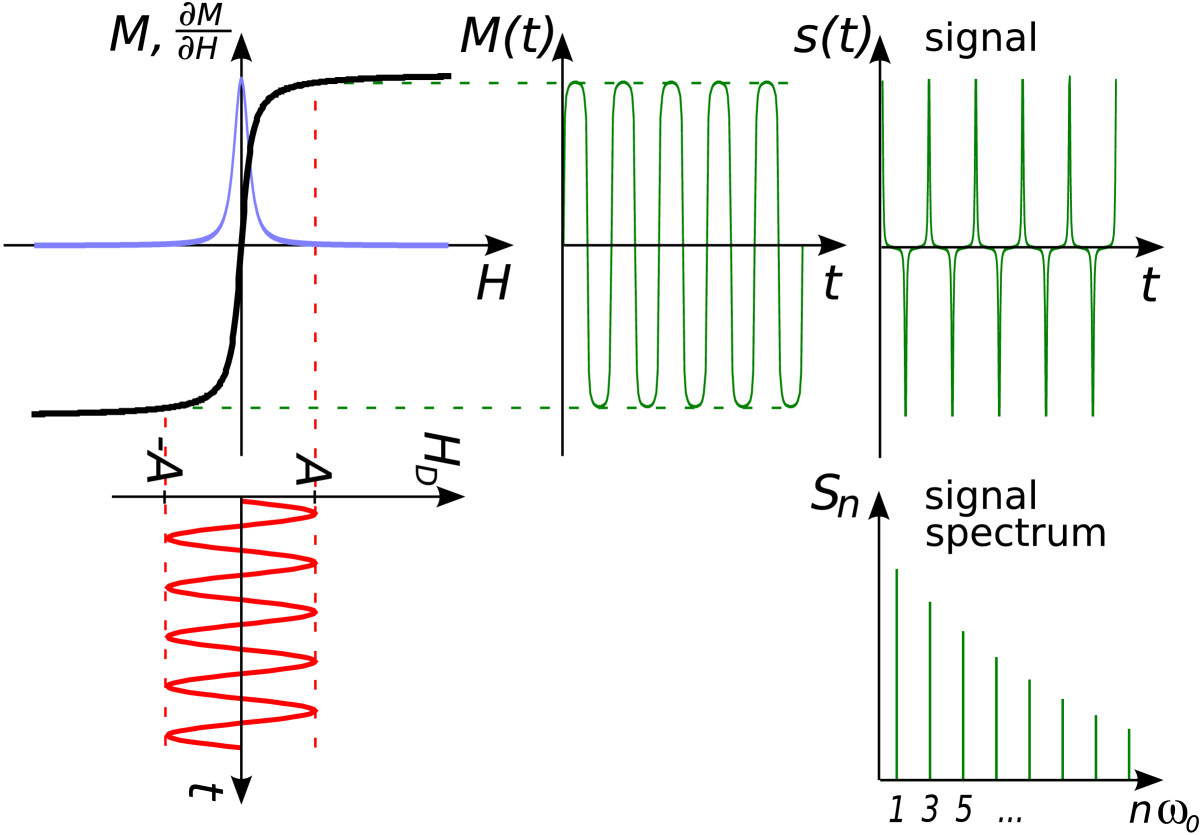
MPI Signalgenerierung

Magnetic Particle Imaging (Magnetpartikelbildgebung, MPI) ist eine Methode zur Bestimmung der Verteilung von magnetischem Material in einem Volumen. Anders als bei MRT, wo der Einfluss des Materials selbst (Magnetresonanzeigenschaften von Protonen) gemessen wird, bringt man magnetisches Material ein und bestimmt anhand dessen Magnetisierung Ort und Konzentration.
Für die Untersuchung von Lebewesen verspricht das Verfahren eine große Empfindlichkeit und eine hohe zeitliche Auflösung., ist jedoch noch im Versuchsstadium. Man bringt das Material in die Blutbahn und kann seine Ausbreitung beobachten. Das Verfahren eignet sich daher ebenso wie z. B. PET zur Visualisierung biologischer Prozesse, ist jedoch wesentlich schneller und verursacht keine Strahlenbelastung.
Das magnetische Material besteht typischerweise aus Eisenoxidpartikeln mit einem Durchmesser von wenigen zehn Nanometern. Zur Detektion der Partikel wird die Untersuchungsregion mit einem räumlich homogenen und zeitlich sinusförmigen Magnetfeld (Aussteuerungsfeld, engl. drive field) beaufschlagt. Das magnetische Material wird dann periodisch in den nichtlinearen Teil der Magnetisierungskurve getrieben. Dadurch weist die Magnetisierung und das von ihr generierte Magnetfeld höherfrequente Harmonische des Aussteuerungsfeldes auf. Diese können aus dem Signal einer Empfangsspule bestimmt werden.
Das Bild illustriert die Signalentstehung. Die schwarze Kurve ist die Magnetisierungskurve der Eisenoxidpartikel. Durch die geringen Abmessungen dieser Teilchen tritt keine Hysterese auf. Dies wird auch als Superparamagnetismus bezeichnet. Die rote Kurve illustriert das Aussteuerungsfeld als Funktion der Zeit. Dieses bringt die Eisenoxidpartikel mit hoher Frequenz in magnetische Sättigung, um sie gleich wieder zu entmagnetisieren. Die grüne Kurve in der Mitte der Grafik veranschaulicht die Magnetisierung der Eisenoxidpartikel als Funktion der Zeit. Diese Funktion ist nun nicht mehr rein sinusförmig. Gleichwohl muss diese Funktion periodisch sein mit der Frequenz des Aussteuerungsfeldes. Sie lässt sich folglich als Fourier-Reihe schreiben, wobei die Grundfrequenz diejenige des Aussteuerungsfeldes ist. Die Harmonischen sind ein Maß für die Konzentration der Eisenoxidpartikel.
Um eine räumliche Auflösung zu erzielen, wird ein zeitlich konstantes Gradientenfeld verwendet (Selektionsfeld, engl. selection field). Dieses Feld besitzt eine Nullstelle (feldfreier Punkt), von der aus der Betrag der Magnetisierung in alle Raumrichtungen stark ansteigt. Die Magnetisierung von Partikeln, die genügend weit von diesem Punkt entfernt sind, wird durch das Selektionsfeld gesättigt und produziert keine Harmonischen. Die Entstehung des Signals ist dadurch beschränkt auf ein kleines Volumen.
Zur Erzeugung eines Bildes wird die feldfreie Region, in der ggf. dort vorhandene Partikel Harmonische generieren, über das Objekt bewegt. Dazu kann das Objekt mechanisch verschoben werden. Vorteilhafter ist jedoch, diese Region durch zusätzliche homogene Magnetfelder zu bewegen, welche gleichzeitig auch die Funktion der Aussteuerung erfüllen können. Im Experiment konnte eine räumliche Auflösung von etwa 1 mm bei einer zeitlichen Auflösung von 42 Volumina pro Sekunde erreicht werden.
Die Magnetpartikelbildgebung wurde von den deutschen Physikern Bernhard Gleich und Jürgen Weizenecker und deren Team vom Philips Research Laboratory in Hamburg entwickelt.